# مانه‌نو ناگایاسو
مانه‌نو ناگایاسو (به ژاپنی: 前野 長康 Maeno Nagayasu)، شوئه مون ; ۱ ژانویهٔ ۱۵۲۸ – ۲۲ سپتامبر ۱۵۹۵) سامورایی در خدمت تویوتومی هیده‌یوشی اهل ژاپن بود.